# نوردنهایم
شهر نوردنهایم (به آلمانی: Nordenham) در ایالت نیدرزاکسن در کشور آلمان واقع شده‌است.